# Association française contre l'amylose
Pour les articles homonymes, voir AFCA (homonymie).
L’Association française contre l'amylose (AFCA), créée en 1994, a pour mission d'aider les patients atteints de cette maladie rare qu'est l'amylose, de faire connaître et reconnaître cette maladie et de stimuler les recherches pour la combattre.

## Historique
En 1994, à la suite du décès de son épouse Paulette Ghiron-Bistagne (1933-1994) victime de l'amylose, Yves Ghiron (1934-2021) créée l'Association Paulette Ghiron Bistagne contre l'amylose dont l'action est centrée sur les neuropathies amyloïdes héréditaires. En 1997, le domaine d'action s'étend à l'ensemble des amyloses.
En 2000, l'association change de dénomination et devient l'Association française contre l'amylose. Elle prend un nouveau logo en 2017.
L'association créée le Prix Recherche en 2010, le Prix Martha en 2015 et le Prix Françoise Dubois-Charlier en 2019.
Yves Ghiron assure la présidence de l'association depuis sa création en 1994 jusqu'à son décès en 2021. Jean-Christophe Fidalgo lui succède à la présidence à partir de 2021.

## Objectifs et actions
Ses principaux objectifs et les actions correspondantes sont : 
- Informer et aider les patients : 
  - information en ligne sur toutes les formes d'amylose
  - réseaux sociaux
  - échanges directs avec les patients (téléphone, ...)
  - guide des aidants
  - bourse récompensant des projets d'amélioration de la vie des patients
  - rencontres patients-médecins

- Faire connaître et reconnaître la maladie :  
  - communication sous différentes formes auprès de tous les acteurs concernés
  - journée mondiale contre l'amylose[1]
  - bourse récompensant des projets visant la formation et l'information des médecins
  - participation aux journées des 4 centres de référence, et au réseau des organismes qui gèrent la santé (HAS, ANSM, ...)

- Stimuler la recherche :
  - bourse récompensant des projets de recherche
  - interventions auprès de l'HAS et l'ANSM pour accélérer l'accès aux nouveaux traitements
  - représentant Amylose auprès de l'Agence européenne du médicament

- Sé fédérer au niveau national et international :
  - voir affiliations ci-après

## Affiliations
L'AFCA est l'une des trois associations fondatrices en 2018 d' Amyloidosis Alliance « the Voice of Patients » qui regroupe l'ensemble des associations contre l'amylose du monde entier. En 2023, le président de l'AFCA, Jean-Christophe Fidalgo, assure aussi la présidence d'Amyloidosis Alliance.
L'AFCA a aussi fondé en 2018 le consortium ECLA (Ensemble contre les amyloses) qui regroupe les 4 réseaux de soin nationaux de lutte contre l'amylose (chacun étant spécialisé sur une des formes de la maladie) avec l'AFCA.
Elle est aussi cofondatrice d'Alliance neuro qui regroupe les associations de patients atteints de neuropathies périphériques.
Elle est membre de l'Alliance Maladies rares qui regroupe plus de 200 associations de personnes atteintes de maladies rares.
Enfin elle est aussi membre d'Eurordis qui regroupe les associations de patients atteints de maladies rares dans 74 pays.

## Prix
L'AFCA décerne 3 prix chaque année.

### Prix Recherche
Ce prix créé en 2010, décerne une bourse de 20.000 € aux médecins engagés dans un projet de recherche sur les amyloses systémiques.

### Prix Martha
À la suite du legs effectué par Martha Lajugie (1924-2013) de la totalité de ses biens, le prix Martha est créé en 2015 et décerne une bourse de 15.000 € au personnel médical ou social impliqué dans un projet d'amélioration de la qualité de vie des patients, dans la continuité des préoccupations de la donatrice. 

### Prix Françoise Dubois-Charlier
À la suite du legs effectué par la linguiste renommée Françoise Dubois-Charlier (1941-2016) de la plus grande partie de ses biens, le prix Françoise Dubois-Charlier est créé en 2019 et décerne une bourse de 15.000 € à tout acteur engagé dans un projet axé sur la formation et l'information des personnels médicaux.

## Organisation
Le conseil d'administration est constitué en 2023 de 12 membres .
Parmi ceux-ci, 5 personnes élues constituent le bureau :
- Président : Jean Christophe Fidalgo
- 1re Vice-présidente : Marina Ghiron-Richard
- 2de Vice-présidente : Barbara Mazzolini
- Trésorier : Evelyne Lereuil
- Secrétaire général : Mireille Clément

Les autres membres du conseil d’administration sont :
- Sylvie Devautour
- Jacques Lebas
- Lionel Martinez
- Gérard Maisse
- Gérard Lereuil
- Andrée Boyer
- Françoise Pelcot

L'équipe permanente est constituée de :
- Agnès Farrugia, directrice
- Laurence Ronda, assistante
- Elodie Camoin, psychologue

L'association s'appuie aussi fortement sur ses bénévoles.
Le conseil scientifique aide et soutient l'association par son expertise. Il est constitué de 18 professeurs et docteurs en médecine (par ordre alphabétique) :
- David Adams
- Shahram Attarian
- Frank Bridoux
- David Buob
- Magali Colombat
- Thibaud Damy
- Olivier Decaux
- Sophie Georgin-Lavialle
- Gilles Grateau
- Eric Hachulla
- Arnaud Jaccard
- Olivier Lairez
- Philippe Moreau
- Violaine Plante-Bordeneuve
- Antoine Rousseau
- Didier Samuel
- Michel Slama
- Sophie Valleix

## Financement
Le financement des actions se fait par plusieurs moyens : les cotisations, les dons, les legs, mais aussi par des subventions versées par les laboratoires pharmaceutiques.